# Florian Hansen
Florian Hansen (* 5. Mai 1992; † 18. Februar 2013 zwischen Hauenstein und Hinterweidenthal, Rheinland-Pfalz) war ein deutscher American-Football-Spieler.
Hansen begann seine Laufbahn im Alter von zwölf Jahren in Pforzheim bei den Pforzheim Panthers. Wenig später wechselte er zu den Stuttgart Scorpions, wo er als Verteidiger in der Bundesliga des American Football spielte. In den Jahren 2007 und 2008 holte Hansen mit seiner Mannschaft den Titel des Vizemeisters in Deutschland.
Nach seinem Besuch an der Realschule in Rutesheim machte er das Abitur und begann eine Ausbildung zum Offizier bei der Bundeswehr.
Florian Hansen kam am Morgen des 18. Februar 2013 bei einem Autounfall auf der Bundesstraße 10 zwischen den pfälzischen Ortschaften Hauenstein und Hinterweidenthal ums Leben. Er prallte mit seinem Fahrzeug gegen einen entgegenkommenden Sattelzug und verstarb an der Unfallstelle.